# Krigsåret 1900

## Pågående krig
- Andra boerkriget (1899-1902)[1]
  - Storbritannien på ena sidan
  - Sydafrikanska republiken och Oranjefristaten på andra sidan

- Boxarupproret (1899-1901)[1]
  - Kina
  - Storbritannien, Frankrike, Tyskland, Ryssland, Japan, USA, Österrike-Ungern och Italien.

- Filippinsk-amerikanska kriget (1898-1913)
- Tusendagarskriget (inbördeskrig i Colombia) (1899-1902)[2]

## Händelser

### Boerkriget
Efter flera års spänningar mellan Storbritannien och boerna i Sydafrika, försöker brittiska styrkor under general Buller i januari att bryta sig igenom boerlinjerna och befria Ladysmith. Efter inledande framgångar tvingas britterna dra sig tillbaka efter att ha förlorat 87 officerare och 1 647 man. I februari befrias diamantgruvstaden Kimberley, som under svårt bombardemang varit belägrad av boerna sedan 1899, av ett brittiskt kavalleri bestående av runt 5 000 enheter. Den lilla staden Mafeking har sedan oktober 1899 försvarats av en garnison på 700 irreguljära trupper och beväpnade bybor. Den belägras av 5 000 boer under general Cronje. Staden bombas oavbrutet och den 12 maj attackerar 300 boer och bryter sig i, men tvingas kapitulera. Den 17 maj befrias staden av en kavallerikolonn under överste Mahons befäl.

### Boxarupproret
Fientligheten mot väst leder till revolt i Kina i maj när Rättens och endräktens knytnävar, eller boxarna, lönnmördar den tyske ministern och belägrar utländska legationer. Boxana, som stöds av änkekejsarinnan, för enkamp mot allt utländskt inflytande på Kina. Europeiska nationer ledda av Storbritannien och Tyskland befriar senare på året legationerna och återinför deras auktoritet i Kina.

### Fotnoter
1. 1 2  ”World Statesmen”. http://www.worldstatesmen.org/WARS.html. Läst 28 juni 2011.
2. ↑  ”Chronological List of All Wars”. Arkiverad från originalet den 9 oktober 2014. https://web.archive.org/web/20141009082543/http://www.correlatesofwar.org/COW2%20Data/WarData_NEW/WarList_NEW.pdf. Läst 29 juni 2011.